# Marcela Zamora
Marcela Zamora Chamorro (El Salvador, 1980) es una cineasta documentalista y periodista salvadoreña-nicaragüense. Conocida por María en tierra de nadie (2011), El cuarto de los huesos (2015) y Los ofendidos (2016).

## Biografía
Hija de Rubén Zamora y María Ester Chamorro.Actualmente es dueña de la casa productora de cine Kinoglaz, desde donde ejecuta campañas de corte social, realiza documentales y genera proyectos para empoderar a las mujeres que viven en sectores marginados de El Salvador.

## Trayectoria
Licenciada en periodismo, graduada de la Universidad Latina de Costa Rica en 2004. Graduada de la Escuela Internacional de Cine y Televisión de San Antonio de los Baños (EICTV), Cuba, en 2007, de la cátedra de Dirección de Documental. Directora de varios documentales en El Salvador, Nicaragua, México, Venezuela, Costa Rica, Cuba, Estados Unidos y España.
Su filmografía comprende el mediometraje documental Xochiquetzal: La casa de las flores bellas (Cuba – México 2008) y seis largometrajes documental: María en Tierra de Nadie/María in nobody´s land (España-México-El Salvador 2011), El Espejo roto/The broken mirror (El Salvador 2013),  Las Aradas: Masacre en seis actos/ Las Aradas: Massacre in six acts (El Salvador 2014) El cuarto de los Huesos/ The room of bones (México-El Salvador 2015) y Los Ofendidos/The Offended  (México-El Salvador 2016).  
En El cuarto de los huesos (2015) producido por La Sandía Digital hace el seguimiento del trabajo de un equipo de antropólogos forenses pobremente equipado y mal pagado que investiga las innumerables fosas comunes en El Salvador, tratando de identificar a las víctimas usando fragmentos de cuerpos. Madres desesperadas acuden a hacerse pruebas de ADN con la esperanza de poder enterrar los huesos de sus hijos e hijas. Por este documental recibió el premio Amnistía Internacional por en el festival de cine documental DocsBarcelona.
Los Ofendidos (2016) es una producción de Periódico El Faro y Kino Glaz que se estrenó en México (2016) en el Festival de documental iberoamericano de la memoria en Morelos. El equipo técnico del documental está conformado por: Marcela Zamora Chamorro (guion y dirección), Julio López Fernández (producción), Álvaro Rodríguez Sánchez (fotografía), Paolo Hasbún (sonido directo) y Andrea Bilbao (edición).
Estos filmes han participado o sido premiados en festivales internacionales del continente americano, europeo y asiático. Los Ofendidos, su último largometraje documental, hizo su premier mundial en el prestigioso y más importante festival de cine documental IDFA 2016 (International documentary film festival Amsterdam). 
Sus documentales retratan la violencia que sufren las mujeres migrantes centroamericanas. Con especial foco las mujeres de El Salvador: las madres, la vida de los niños en barrios de pandillas, empleadas domésticas maltratadas, los rostros de sobrevivientes de la guerra civil salvadoreña, las que buscan a sus desaparecidos por la guerra de pandilla.
Sus últimos proyectos van en línea con la reconciliación histórica, para generar el diálogo pendiente entre la generación que protagonizó la guerra civil y la generación que solo vivió la posguerra. Pretenden generar empatía en los jóvenes de esta época con el pasado; para la no repetición de la violencia como método para resolver conflictos.
Durante 14 años se ha dedicado a hacer documentales y campañas sociales en temas de Derechos Humanos, Género y Memoria Histórica, lo que la ha llevado a dar ponencias en varias universidades más prestigiosas de Estados Unidos, Europa, México, Colombia y Centroamérica; ha sido en varias ocasiones ponente de la FNPI (Fundación del Nuevo Periodismo Latinoamericano, Gabriel García Márquez). Ha impartido talleres de Dirección de documental y realidad social en Venezuela, Nicaragua, Costa Rica, Panamá, Guatemala, México y Estados Unidos.
Ha sido Jurado en festivales Internacionales de cine como ZINEBI (Bilbao), MARFICI (Argentina), Festival Internacional de Cine de Derechos Humanos de Ginebra (Suiza) y del Premio Gabriel García Márquez de Periodismo (Colombia), entre otros.
Ha dirigido campañas de corte social para UNESCO, UNFPA, Unión Europea, Fundación Friedrich Ebert, Open Society, PADF, Fundación FORD, entre otras.
En 2015 cofundó la productora de cine Kino Glaz con sede en México y El Salvador desde donde trabaja en campañas de conciencia social, realiza documentales y genera proyectos para empoderar a las mujeres y jóvenes que viven en sectores marginados de El Salvador.

## Reconocimientos
Su mirada comprometida con la realidad del Triángulo Norte de Centroamérica la ha hecho ganar múltiples premios.
En agosto de 2015 le hicieron una retrospectiva, en honor a su trabajo como documentalista, en el festival de cine independiente MARFICI  en Mar del Plata, Argentina. Seleccionada por la revista FORBES como una de las mujeres más influyentes de Centroamérica en 2014 , 2015, 2016 y 2017. 
Seleccionada en 2017 para The Central America Leadership Initiative (CALI).
Seleccionada en 2019 por la revista Estrategia y Negocios, como una de las 50 Mujeres Desafiantes de Centro América. 
El Gobierno de Francia la seleccionó como una de las 5 personalidades de Latinoamérica que luchan por la igualdad de Derechos entre Hombres y Mujeres. El 8 de marzo de 2019 se le otorgó dicho reconocimiento (PIPA 2019), por su trayectoria cinematográfica.
En El Salvador ha recibido numerosos reconocimientos por su labor social visibilizando las víctimas de los numerosos conflictos por los que su país ha pasado y pasa actualmente.
Sus documentales han sido realizados con destacados fondos internacionales como lo es Just Film de NY, Fundación FORD, Open Society, ICCO Italia, CAP España, IDFA Holanda, Ministerio de Economía de El Salvador, FOPROCINE México, Women Make Movies New York, ONUMUJERES, OIT, UNFPA, PNUD, HBO, entre otros.

## Filmografía
- 2007: Xochiquetzal, cortometraje documental[14]
- 2010: El estudiante, cortometraje documental
- 2010: Culpables de nacimiento, cortometraje documental
- 2011: María en tierra de nadie, largometraje documental
- 2011: Las masacres del Mozote, cortometraje documental
- 2012: Ellos sabían que yo era una niña, cortometraje documental
- 2013: El espejo roto largometraje, documental
- 2013: Las ruinas de Lourdes, cortometraje documental
- 2013: Las muchachas, cortometraje documental
- 2014: Las Aradas: masacre en seis actos largometraje, documental
- 2015: El cuarto de los huesos, largometraje, documental[5]
- 2016: Los ofendidos, largometraje documental
- 2016: Comandos, largometraje documental[15]
- 2022:  "El setido de las cuerdas" documental

## Premios
- Mejor largometraje documental iberoamericano Festival de BIARRITZ 2010 “María en tierra de nadie”

- ICAROS: mejor Documental Centroamericano, por '”El cuarto de los huesos”, “ Los Ofendidos” y “María en tierra de nadie”[16]
- Premio Amnistía Internacional y mención especial del Jurado DOCSBARCELONA (2015) por “El Cuarto de los huesos”
- Mención especial del jurado DOCSBARCELONA 2016 “Los Ofendidos”
- Premio del Público en el Festival de Cine de Costa Rica (2016), “Los ofendidos”[17]